# Nomorhamphus liemi
El mediopico de Célebes es la especie Nomorhamphus liemi, un pez de agua dulce de la familia zenarcoptéridos, un endemismo de los ríos de la vertiente sur de la isla de Célebes.

## Importancia para el hombre
Sim importancia pesquera, pero es utilizado comercialmente para acuariología.

## Anatomía
Con el cuerpo alargado y mandíbula inferior algo más larga que la superior, tiene una longitud máxima normal de 9 cm la hembra y 8 cm el macho.

## Hábitat y biología
Vive en ríos y aguas salobres, pelágico pegadoa a la superficie del agua o cerca de ella, prefiere un pH entre 6 y 8 así como una temperatura entre 20 y 24 °C. Se alimenta fundamentalmente de insectos voladores, a lo que acecha pegado a la superficie del agua.
Tienen una reproducción ovovivípara, con hembras que paren alevines jóvenes.